# Jumièges
Jumièges este o comună în Franța, în departamentul Seine-Maritime, în regiunea Normandia.

## Comune vecine
| Heurteauville | Yainville            | Duclair                 |
|               |                      | Le Mesnil-sous-Jumièges |
| Le Landin     | Barneville-sur-Seine |                         |

1. ↑  répertoire géographique des communes, accesat în 26 octombrie 2015